# Maserati Mexico
Maserati Mexico (Tipo AM112) este un coupé de lux cu patru locuri, produs de producătorul italian de automobile Maserati între 1966 și 1972. Acest model s-a bazat pe a doua serie a originalului AM107 Maserati Quattroporte și a fost echipat cu aceleași motoare V8 de 4,2 și 4,7 litri.

## Istorie

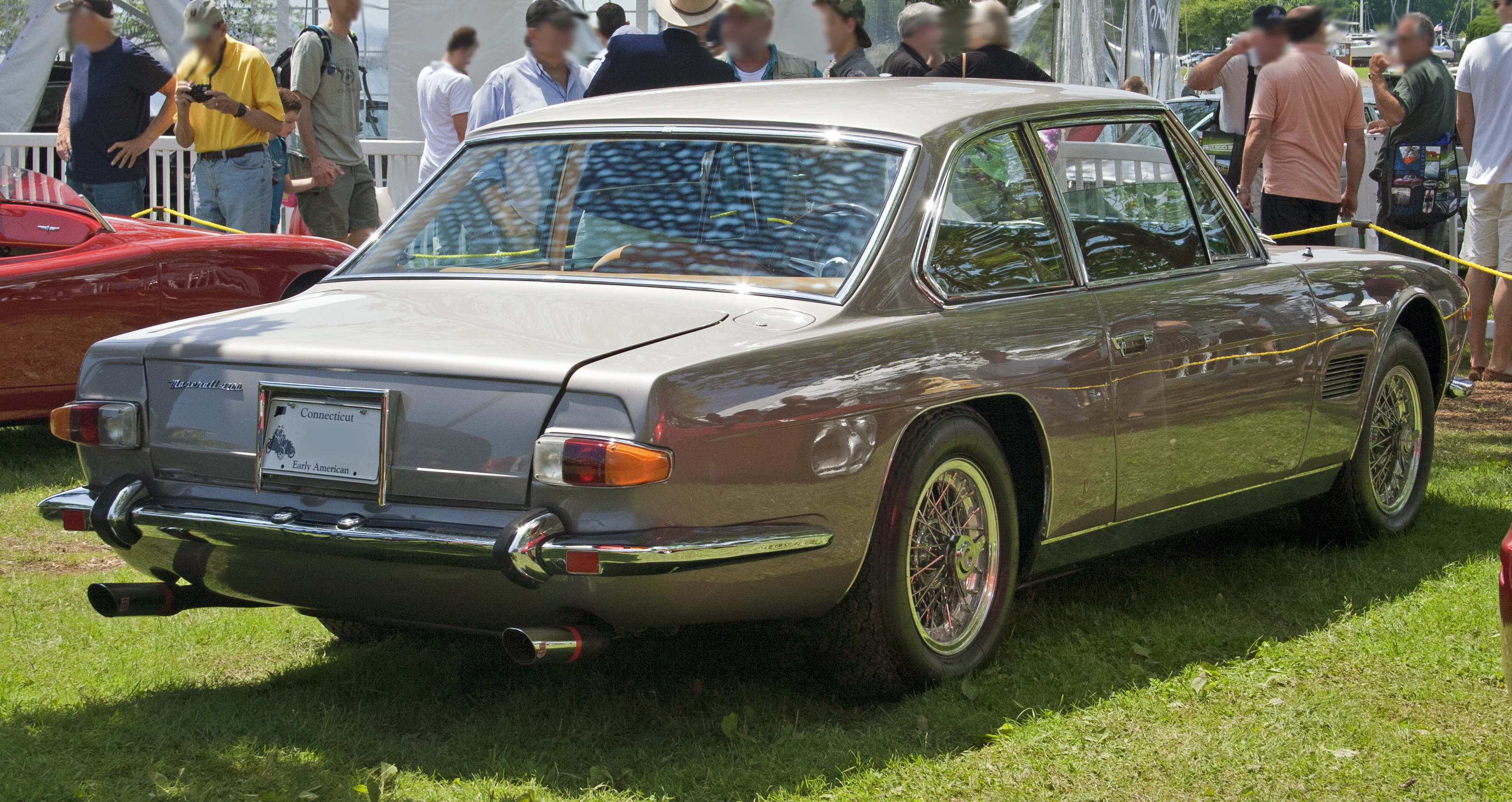
Vedere din spate

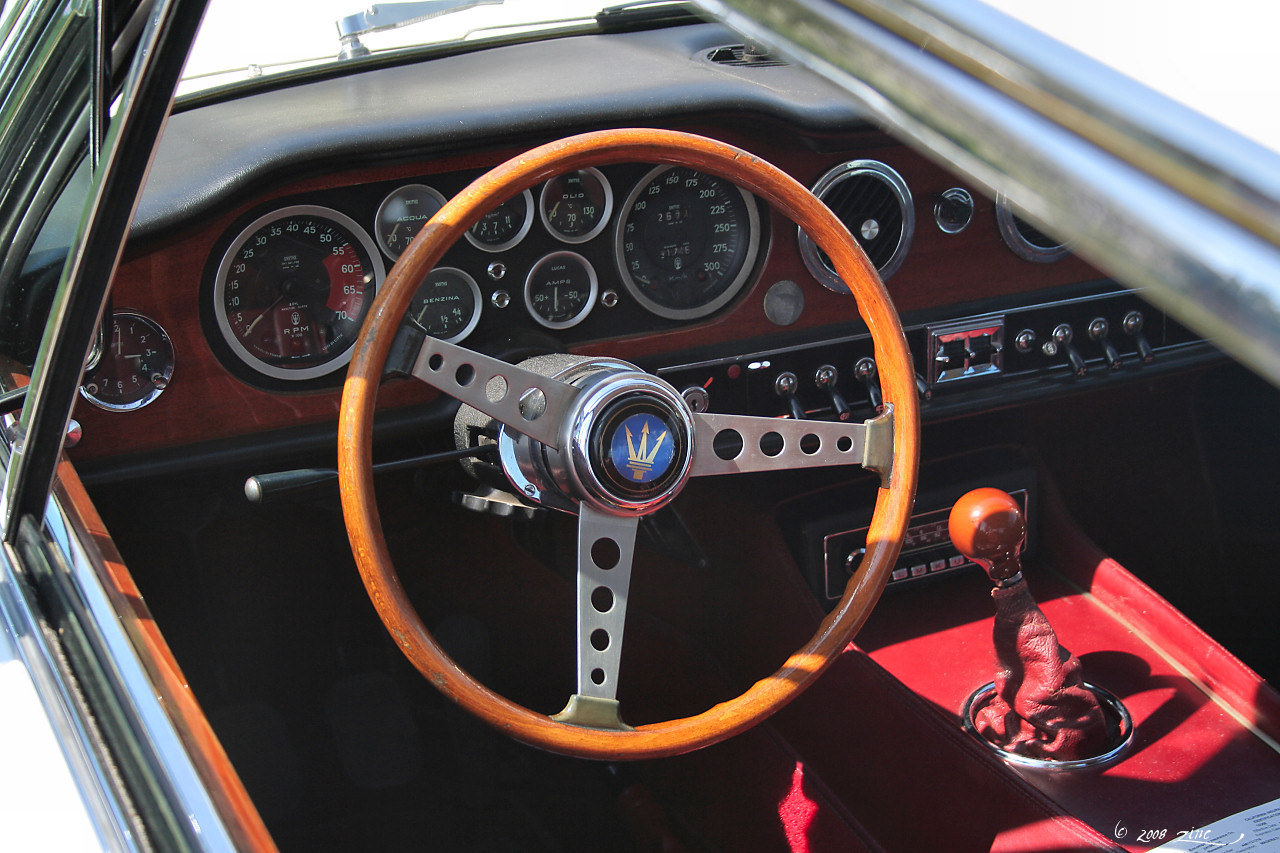
Interior

Designul Maserati Mexico s-a inspirat dintr-un prototip 2+2 cu caroserie realizată de Virginio Vairo, prezentat la standul Vignale la Salone di Torino din octombrie 1965 și construit pe un șasiu de 4,9 litri al modelului 5000 GT. După expoziție, mașina a fost vândută președintelui mexican Adolfo López Mateos, iar modelul a primit numele Mexico. Prin coincidență, John Surtees a câștigat Mexican Grand Prix în anul următor, pilotând un Cooper-Maserati T81.
Prototipul Vignale a fost atât de bine primit încât Maserati a planificat imediat lansarea unei versiuni în producție.
Modelul de producție Maserati Mexico a debutat în august 1966 la cea de-a 20-a ediție a Concorso Internazionale di Eleganza per Auto din Rimini, iar premiera internațională a avut loc în octombrie, la Salonul Auto de la Paris. Acesta a fost construit pe șasiul primei generații a modelului Quattroporte, cu o distanță între axe redusă cu 11 cm. Inițial, mașina era echipată cu un motor V8 de 4,7 litri la 90°, alimentat de patru carburatoare Weber 38 DCNL5 cu două camere, dezvoltând 290 CP. Mașina a reușit să atingă o viteză maximă cuprinsă între 240-250 km/h. În 1969, în mod contrar tradiției Maserati, Mexico a fost propus și cu un motor mai mic, de 4,2 litri.
Pe lângă opțiunea motorului mai mic, modelul Mexico a suferit puține modificări pe parcursul duratei sale de producție. Interiorul luxos includea scaune din piele de înaltă calitate, geamuri electrice, un bord din lemn, faruri cu halogen și aer condiționat, toate ca dotări standard. Opțional, erau disponibile transmisia automată, direcția asistată și un radio. Versiunea de 4,7 litri era echipată cu roți cu spițe cromate Borrani 650x15", în timp ce versiunea de 4,2 litri folosea jante din oțel. La ieșirea din fabrică, toate modelele Maserati Mexico erau echipate cu anvelope Pirelli Cinturato 205VR15 (CN72). Mexico a fost primul Maserati de serie dotat cu frâne cu discuri ventilate, asistate servo, pe toate cele patru roți.
În mai 1967, la comanda concesionarului german Auto Koenig pentru un client, Herr Rupertzhoven, Maserati a construit un 'Mexico' similar cu designul original al prototipurilor Vignale, dar realizat de Frua. Asemănător cu un Mistral cu patru locuri și construit pe același șasiu tubular ca și 3500 GT (cu o distanță între axe de 2600 mm), acest prototip Mexico a fost echipat cu motorul cu șase cilindri de 3,7 litri cu injecție de combustibil Lucas, al modelului Mistral. A fost finisat într-o nuanță de Oro Longchamps, cu interior din piele neagră. Tabloul de bord a fost preluat de la modelul Quattroporte
Au fost produse 485 de exemplare Maserati Mexico, dintre care 175 erau echipate cu motorul de 4,7 litri și 305 cu motorul de 4,2 litri.